# Frisinnade försvarsvänner
Frisinnade försvarsvänner var den utbrytargrupp som lämnade Liberala samlingspartiet den 19 februari 1914 och som också utgjorde egen kandidatlista vid nyvalet till andra kammaren 1914. 
Utbrytningen skedde på grund av oenighet i försvarsfrågan, där den liberala statsministern Karl Staaff avgick i protest mot att kung Gustaf V öppet motarbetade regeringens försvarspolitik. Högerledaren Arvid Lindman medverkade aktivt till att organisera gruppen, som hade Gösta Huselius som ordförande. Bland kända liberaler som övergick till Frisinnade försvarsvänner kan nämnas Dan Broström, Louis De Geer d.y., Johannes Hellner, Sven Palme, Gösta Tamm och Richard Wawrinsky.
Frisinnade försvarsvänner blev aldrig någon varaktig partibildning, och som partigrupp i riksdagen existerade gruppen bara under riksdagens höstsession 1914. Frisinnade landsföreningen, som var den liberala riksorganisationen vid denna tid, drabbades inte heller av några kännbara förluster. 
Däremot blev Frisinnade försvarsvänner ett kännbart avbräck för Liberala samlingspartiet i riksdagen, inte minst eftersom flera namnkunniga riksdagsledamöter övergick dit. Utbrytningen fördjupade också den interna splittringen i försvarsfrågan. På så sätt bidrog Frisinnade försvarsvänner starkt till de stora mandatförlusterna för liberalerna i de båda valen 1914, som sammantaget förvandlade partiet från det största till det minsta i andra kammaren.